# Paramore

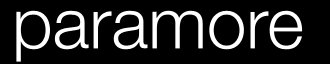
Logotyp zespołu

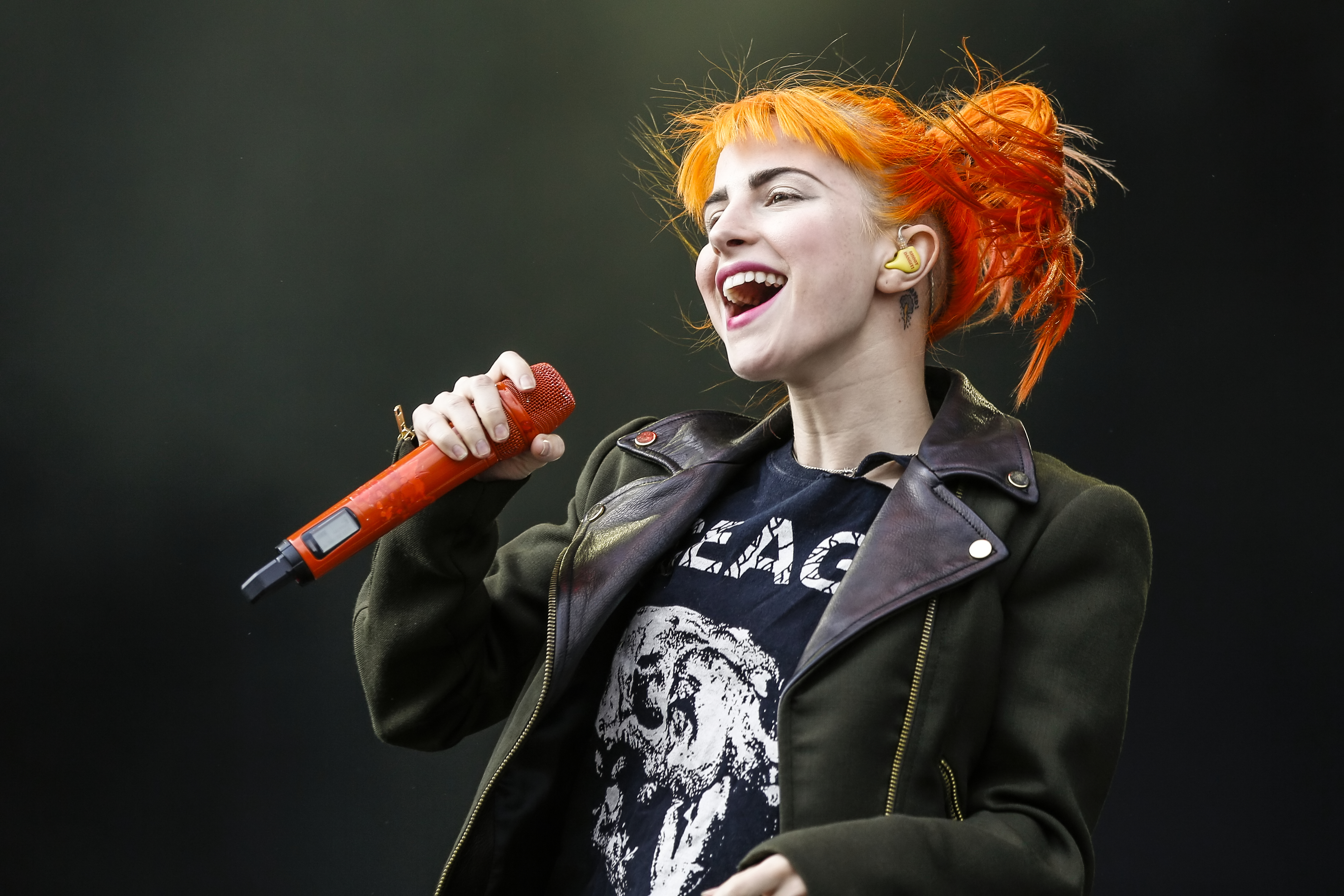
Hayley Williams – wokalistka zespołu

Paramore – amerykański zespół rockowy z Franklin, Tennessee. Od 2017 roku skład zespołu tworzą wokalistka Hayley Williams, gitarzysta Taylor York i perkusista Zac Farro.

## Historia
Pierwsze kompozycje, które grupa stworzyła w studio, trafiły na ich debiutancką płytę All We Know Is Falling, wydaną w 2005 roku. Zespół ma na koncie występy na Warped Tour, niezależnej trasie koncertowej m.in. z Cute Is What We Aim For i wysokie miejsca na liście Billboardu.
Drugi studyjny album zespołu – Riot! – został wydany w 2007 roku i uzyskał status platynowej płyty w USA i Irlandii oraz status złotej płyty w Australii, Kanadzie, Nowej Zelandii i Wielkiej Brytanii.
W sierpniu 2007 roku zespół ogłoszono artystą tygodnia w MTV. W roku 2008 Paramore byli także nominowani do nagrody podczas MTV Video Music Awards (w skrócie: VMA), a także podczas MTV European Music Awards (w skrócie EMA). W tym samym roku, dwie piosenki Paramore (Decode oraz I Caught Myself) znalazły się na ścieżce dźwiękowej do filmu Zmierzch. 29 września 2009 roku wyszedł trzeci album zespołu zatytułowany Brand New Eyes. Pierwszym promującym go singlem jest Ignorance. Na drugi, zespół wybrał Brick By Boring Brick. Niedługo potem na oficjalnej stronie internetowej Paramore opublikowano studyjną wersję piosenki. 8 sierpnia 2009 roku Paramore otrzymali dwie nagrody na Teen Choice Awards 2009. Zespół zdobył nagrody w kategoriach: „Rock Group” i „Rock Track”. W grudniu 2010 roku z zespołu odeszli bracia: gitarzysta Josh Farro i perkusista Zac Farro.
W 2011 roku została wydana EP-ka zespołu – Singles Club
W kwietniu 2013 roku Paramore wydało czwartą płytę studyjną, zatytułowaną po prostu Paramore (album ten często określany jest, jako The Self-Titled Album). Płyta trafiła do czołówki list sprzedaży w USA, Wielkiej Brytanii, a także w innych krajach na całym świecie. Natomiast singiel Still Into You, także wydany w kwietniu 2013, przez ponad pół roku znajdował się w czołówce listy Billboardu.
14 grudnia 2015 roku oficjalnie ogłoszono, że zespół opuścił (już po raz drugi) basista Jeremy Davis. Powodem odejścia miało być niedogadanie się w kwestiach finansowych.
Kiedy w czerwcu 2016 roku, na oficjalnych profilach zespołu w mediach społecznościowych zaczęły pojawiać się nowe zdjęcia członków Paramore spędzających czas w towarzystwie dawnego perkusisty Zaca Farro oraz Justina Meldal-Johnsena (współpracującego z Paramore m.in. w roli producenta), zaczęto spekulować na temat powrotu Zaca do zespołu. Niedługo później, wyszło na jaw, że Zac uczestniczy w nagraniach piątego studyjnego albumu Paramore. Farro potwierdził ponowną współpracę – zaznaczył jednak, że ma ona charakter studyjny, że jedynie nagrywa on partie perkusyjne na płytę i nie oznacza to oficjalnego powrotu do zespołu. Pomimo tego, 2 lutego 2017 roku, Paramore oficjalnie ogłosili powrót perkusisty do podstawowego składu.
12 maja 2017 r. ukazał się piąty studyjny album grupy, zatytułowany After Laughter. Krążek promuje pięć singli: wydane jeszcze przed premierą płyty Hard Times (19 kwietnia 2017 r.), Told You So, który był singlem tylko w Wielkiej Brytanii (3 maja 2017 r.), Fake Happy (29 sierpnia 2017 r.), Rose-Colored Boy (2 marca 2018 r.) oraz Caught in the Middle (26 czerwca 2018 r.).
10 lutego 2023 r. ukazał się szósty album zespołu - This Is Why.

## Muzycy
Obecny skład zespołu
- Hayley Williams – wokal prowadzący, instrumenty klawiszowe (od 2004)
- Zac Farro – perkusja, instrumenty perkusyjne (2004–2010, od 2017)
- Taylor York – gitara prowadząca, gitara rytmiczna, instrumenty perkusyjne (od 2007, oficjalnie od 2009)

Obecni muzycy koncertowi
- Joey Howard – gitara basowa, wokal wspierający[potrzebny przypis] (od 2016)
- Logan MacKenzie – gitara rytmiczna, instrumenty klawiszowe (od 2017)
- Joseph Mullen – instrumenty perkusyjne (od 2017)
- Brian Robert Jones – gitara prowadząca, gitara rytmiczna, wokal wspierający (od 2022[6])

Byli członkowie zespołu
- Josh Farro – gitara prowadząca, wokal wspierający (2004–2010)
- Jeremy Davis – gitara basowa (2004, 2005–2015)
- Jason Bynum – gitara rytmiczna, wokal wspierający (2004–2005)
- John Hembree – gitara basowa (2005)
- Hunter Lamb – gitara rytmiczna (2005–2007)

Byli muzycy koncertowi
- Jon Howard – gitara rytmiczna, instrumenty klawiszowe, instrumenty perkusyjne, wokal wspierający (2010–2016)
- Justin York – gitara prowadząca, gitara rytmiczna, wokal wspierający (2010–2022[6])
- Josh Freese – perkusja, instrumenty perkusyjne (2010–2011)
- Jason Pierce – perkusja, instrumenty perkusyjne (2011–2012)
- Hayden Scott – perkusja, instrumenty perkusyjne (2012)
- Ilan Rubin – perkusja, instrumenty perkusyjne (2012–2013)
- Miles McPherson – perkusja, instrumenty perkusyjne (2013)
- Aaron Gillespie – perkusja, instrumenty perkusyjne (2013–2016)

## Dyskografia
- All We Know Is Falling (2005)
- Riot! (2007)
- Brand New Eyes (2009)
- Paramore (2013)
- After Laughter (2017)
- This Is Why (2023)

## Nagrody i wyróżnienia
| Rok  | Kategoria                                                              | Tytułem              | Nagroda         | Nota      | Źródło |
| ---- | ---------------------------------------------------------------------- | -------------------- | --------------- | --------- | ------ |
| 2008 | Best New Artist                                                        | Paramore             | Grammy          | Nominacja | [ 7 ]  |
| 2010 | Best Song Written for Motion Picture, Television or Other Visual Media | „Decode”             | Grammy          | Nominacja | [ 8 ]  |
| 2010 | Best Album                                                             | Brand New Eyes       | Kerrang! Awards | Laur      | [ 9 ]  |
| 2011 | Best Pop Performance By A Duo Or Group With Vocals                     | „The Only Exception” | Grammy          | Nominacja | [ 10 ] |
| 2015 | Best Rock Song                                                         | „Ain’t It Fun”       | Grammy          | Laur      | [ 11 ] |